# Verbandsgemeinde Puderbach
La comunità amministrativa di Puderbach (Verbandsgemeinde Puderbach) si trova nel circondario di Neuwied nella Renania-Palatinato, in Germania.

## Comuni
Fanno parte della comunità amministrativa i seguenti comuni:
| Comune, città              | Sup. (km²) | Abitanti |
| -------------------------- | ---------- | -------- |
| Dernbach                   | 5,48       | 1 034    |
| Döttesfeld                 | 5,85       | 639      |
| Dürrholz                   | 6,90       | 1 307    |
| Hanroth                    | 2,43       | 641      |
| Harschbach                 | 2,18       | 415      |
| Linkenbach                 | 5,43       | 514      |
| Niederhofen                | 1,38       | 434      |
| Niederwambach              | 6,88       | 456      |
| Oberdreis                  | 9,00       | 864      |
| Puderbach                  | 11,03      | 2 418    |
| Ratzert                    | 2,78       | 242      |
| Raubach                    | 7,83       | 1 985    |
| Rodenbach bei Puderbach    | 6,62       | 691      |
| Steimel                    | 5,59       | 1 288    |
| Urbach                     | 11,26      | 1 479    |
| Woldert                    | 5,03       | 605      |
| Verbandsgemeinde Puderbach | 95,68      | 15 012   |

(Abitanti al 31 dicembre 2021)